# Dallas (Oregon)
Dallas és una població dels Estats Units i seu del comtat de Polk a l'estat d'Oregon. Segons el cens del 2000 tenia 12.459 habitants.

## Demografia
Segons el cens del 2000, Dallas tenia 12.459 habitants, 4.672 habitatges, i 3.326 famílies. La densitat de població era de 1.081 habitants per km².
Dels 4.672 habitatges en un 35,8% hi vivien nens de menys de 18 anys, en un 55% hi vivien parelles casades, en un 12,1% dones solteres, i en un 28,8% no eren unitats familiars. En el 24,3% dels habitatges hi vivien persones soles el 12,3% de les quals corresponia a persones de 65 anys o més que vivien soles. El nombre mitjà de persones vivint en cada habitatge era de 2,57 i el nombre mitjà de persones que vivien en cada família era de 3,02.
Per edats la població es repartia de la següent manera: un 27,9% tenia menys de 18 anys, un 7,9% entre 18 i 24, un 25,9% entre 25 i 44, un 20,8% de 45 a 60 i un 17,5% 65 anys o més.
L'edat mediana era de 36 anys. Per cada 100 dones de 18 o més anys hi havia 85,2 homes.
La renda mediana per habitatge era de 35.967$ i la renda mediana per família de 45.156$. Els homes tenien una renda mediana de 34.271$ mentre que les dones 22.941$. La renda per capita de la població era de 16.734$. Aproximadament el 7,8% de les famílies i el 9,8% de la població estaven per davall del llindar de pobresa.

## Poblacions més properes
El següent diagrama mostra les poblacions més properes.